# Donovan Clingan
Pour les articles homonymes, voir Clingan.
Donovan John Clingan, né le  23 février 2004 à Bristol dans le Connecticut, est un joueur américain de basket-ball évoluant au poste de pivot.

## Biographie

### Carrière universitaire
Entre 2022 et 2024, il joue pour les Huskies du Connecticut à l'université du Connecticut.
Le 12 avril 2024, il annonce qu'il se présente à la draft 2024 de la NBA.

### Carrière professionnelle

#### Trail Blazers de Portland (depuis 2024)
Lors de la draft, il est sélectionné en 7e position par les Trail Blazers de Portland.

## Palmarès

### NBA
- NBA All-Rookie Second Team (2025)

### Universitaire
- 2× champion NCAA (2023, 2024)
- AP Honorable Mention All-American (2024)
- Big East All-Freshman team (2023)

## Statistiques

### Universitaires
| Saison    | Équipe      | Matchs | Titul. | Min./m | % Tir | % 3pts | % LF | Rbds/m. | Pass/m. | Int/m. | Ctr/m. | Pts/m. |
| --------- | ----------- | ------ | ------ | ------ | ----- | ------ | ---- | ------- | ------- | ------ | ------ | ------ |
| 2022-2023 | Connecticut | 39     | 0      | 13,0   | 65,5  | 0,0    | 51,7 | 5,62    | 0,46    | 0,41   | 1,79   | 6,90   |
| 2023-2024 | Connecticut | 35     | 33     | 22,6   | 63,9  | 25,0   | 58,3 | 7,37    | 1,51    | 0,51   | 2,46   | 13,00  |
| Carrière  | Carrière    | 74     | 33     | 17,6   | 64,5  | 22,2   | 55,8 | 6,45    | 0,96    | 0,46   | 2,11   | 9,78   |

### Professionnelles

#### Saison régulière
| Saison    | Équipe   | Matchs | Titul. | Min./m | % Tir | % 3pts | % LF | Rbds/m. | Pass/m. | Int/m. | Ctr/m. | Pts/m. |
| --------- | -------- | ------ | ------ | ------ | ----- | ------ | ---- | ------- | ------- | ------ | ------ | ------ |
| 2024-2025 | Portland | 67     | 37     | 19,8   | 53,9  | 28,6   | 59,6 | 7,90    | 1,10    | 0,50   | 1,60   | 6,50   |
| Carrière  | Carrière | 67     | 37     | 19,8   | 53,9  | 28,6   | 59,6 | 7,90    | 1,10    | 0,50   | 1,60   | 6,50   |